# Стейт-тауэр

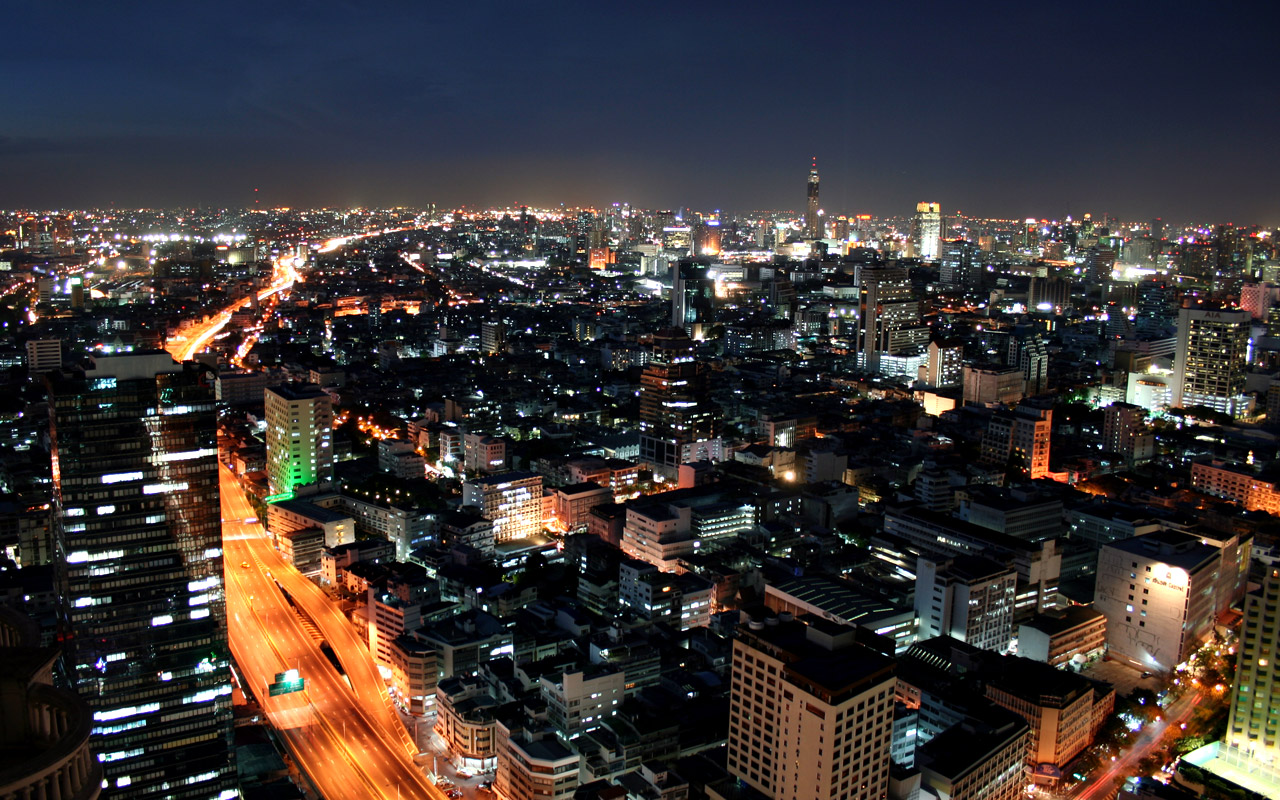
Ночной вид с вершины здания

Стейт-Тауэр — небоскрёб, расположенный в деловом районе Банграк в городе Бангкок, Таиланд. После постройки в 2001 году, он стал крупнейшим зданием в Юго-Восточной Азии. Общая площадь здания составляет 300 тыс. м², высота — 247 м, этажность — 68 этажей. На начало 2009 года это второе по высоте здание в Таиланде.
Задуманное в начале 1990-х годов тайским архитектором Рангсаном Торсуваном и спроектированное компанией Rangsan Architecture, массивное здание отличается массивным золотым куполом и неоклассическими балконами. Изначально здание называлось Силом Пришес Тауэр, затем RCK Тауэр, после чего получило современное название. Строительство здания было приостановлено в 1997 году после азиатского финансового кризиса, однако через несколько лет было продолжено.
В небоскрёбе расположены кондоминиумы, апартаменты, офисы и гостиница. Внутри здания имеется сорокаэтажный атриум, а на 64-м этаже расположен ресторан Сирокко, являющийся высочайшим в мире рестораном на открытом воздухе.
В одном из ресторанов и на крыше небоскрёба снимались знаменитые сцены вербовки «волчьей стаи», сделки и, после, захвата Чоу подставным сотрудником интерпола из кинофильма «Мальчишник 2: Из Вегаса в Бангкок». 
Собственником здания является Challenge Group.